# Aeronau Brunet-Olivert
L'Aeronau Brunet-Olivert fou una aeronau experimental històrica construïda el 1909 a Barcelona d'uns 400 kg aproximadament, dissenyat per l'enginyer industrial Gaspar Brunet i Viadera i com a pilot Joan Olivert Serra. El nom de l'aeronau prové dels dos primers cognoms de cadascun d'ells, encara que també és coneguda amb el nom de "Brunet 1" o "Olivert".

## Construcció i primer vol
L'aeronau fou finançada parcialment per Joan Olivert que era terratinent de la zona de Paterna i enginyer alumne de Gaspar Brunet, el qual fou qui el dissenyà i muntà a Barcelona. L'estructura es construí en els tallers que l'empresa Rosell i Vilalta tenia en aquesta ciutat i els elements mòbils en l'empresa Talleres Truco. El maig d'aquell mateix any l'aeronau fou presentada a l'Exposiciona Regional de València, però sense motor ni hèlicef. La seva superfície de sustentació era constituïda per un biplà amb motor d'auto Anzani de 25 CV, per la transmissió s'utilitzaren uns pinyons i la cadena d'una bicicleta.
El primer vol es realitzà el 5 de setembre de 1909 davant uns 4.000 espectadors en el camp de maniobres del Regiment d'artilleria n.11 de Paterna, esdevenint el primer vol motoritzat a l'estat espanyol. Degut a la gran quantitat de públic assistent l'aeronau es va enlairar fent-se poques verificacions i sense fer-se les proves preliminars previstes. L'aeronau es va mantenir en l'aire durant uns 50 m. i per evitar atropellar a cap espectador durant l'aterratge hagué de fer unes maniobres brusques que li comportaren desperfectes considerables.
Avui dia existeixen dues rèpliques exactes de l'aeronau a escala 1/1, una al Museu d'Aeronàutica i Astronàutica que té el Ministeri de Defensa espanyol al barri madrileny de Cuatro Vientos i l'altra a la Ciutat de les Arts i les Ciències de València.